# The After Hours
"The After Hours" es el noveno y penúltimo episodio de la segunda temporada de la serie de televisión de ciencia ficción y suspenso psicológico Severance. Es el episodio número 18 en general de la serie y fue escrito por el creador de la serie Dan Erickson y dirigido por Uta Briesewitz. Se lanzó en Apple TV+ el 13 de marzo de 2025. 
La serie sigue a los empleados de la corporación ficticia Lumon Industries, una empresa que utiliza un programa de "cercenadura" en el que sus recuerdos no laborales se separan de sus recuerdos laborales. En el episodio, Mark y Devon reclutan a Cobel para ayudarlos a despertar al innie de Mark, Helly investiga una pista dejada por Irving en ausencia de Mark, y Dylan y Irving llegan a una encrucijada.
El episodio recibió críticas muy positivas de los críticos, que elogiaron las actuaciones, los temas y la preparación para el final de la temporada, aunque algunos consideraron que el cierre de las subtramas fue apresurado.

## Trama
Helena (Britt Lower) practica natación antes de desayunar con su padre Jame Eagan (Michael Siberry), cuya casa está ubicada frente a la sede de Lumon. Ella le dice que están tratando con Irving (John Turturro). En Lumon, la señorita Huang (Sarah Bock) completa su beca Wintertide, y Milchick (Tramell Tillman) le dice que estará a cargo de "administrar las reformas globales" en el Centro de Empatía Gunnel Eagan en Svalbard en lugar de completar su trimestre como subdirectora del piso cortado. Luego le hace romper su juego de lanzamiento de aros como "sacrificio material", tal como lo exige el manual.
Gretchen (Merritt Wever) le confiesa a Dylan (Zach Cherry) que besó a su Innie durante una sesión de visitas; un furioso Dylan amenaza con irse y así terminar con la existencia de su Innie. Gretchen visita a Dylan en su casa para decirle que deben dejar de verse; Dylan le profesa su amor por Gretchen y le propone matrimonio usando un anillo de bodas improvisado que hizo con beneficios de oficina, pero ella lo rechaza entre lágrimas y se despide de él. Dylan, abatido, habla con Helly, quien intenta decirle que Irving era más familia para él que Gretchen, pero él la ataca. Más tarde, Dylan llena un formulario de solicitud de renuncia y se lo da a Milchick, sintiendo que no le queda nada como Innie. Mientras tanto, Helly va a la sala de descanso para recuperar el dibujo de Irving del Salón de Exportaciones, y comienza a memorizar las instrucciones escritas en el reverso.
Mark (Adam Scott) y Devon (Jen Tullock) conducen hasta una zona apartada para encontrarse con Cobel (Patricia Arquette), a quien le revelan detalles de la reintegración de Mark. Devon pide ayuda a Cobel para acceder al retiro de partos Damona, propiedad de Lumon con la esperanza de despertar al Innie de Mark para obtener respuestas sobre Gemma. Cobel les cuenta a los dos sobre el archivo Cold Harbor y les advierte que si el Innie de Mark lo completa, Gemma morirá. Mark sigue desconfiando profundamente de Cobel, pero Devon lo convence de seguir su plan. 
La ausencia de Mark del trabajo alarma al Dr. Mauer (Robby Benson) y el Sr. Drummond (Ólafur Darri Ólafsson), ya que es el día en que se debía completar el archivo de Cold Harbor; Drummond castiga a Milchick por perder el rastro de Mark, pero Milchick se mantiene firme, afirmando que no es responsable de las actividades de Mark fuera de la oficina y rechazando a Drummond por no tratarlo con más respeto. Milchick llama a Mark para preguntarle sobre su paradero, pero Mark simplemente le dice que necesitaba un día libre del trabajo y le pregunta a Milchick si Lumon realmente cree en el equilibrio entre el trabajo y la vida personal. Milchick le concede el día libre con la promesa de que Mark volverá a trabajar al día siguiente.
Mientras tanto, Irving regresa a casa y encuentra a Burt (Christopher Walken) esperándolo; Burt, después de descubrir la investigación de Irving sobre los empleados de Lumon, lo confronta por sospechar que es un ejecutor de Lumon y le pide a Irving que se una a él para dar un paseo. En el auto, Burt habla sobre su trabajo como conductor de Lumon para varias personas de interés, afirmando no saber cuál fue su destino después. Lleva a Irving a una estación de tren y le compra un billete, diciéndole que nunca podrá regresar a Kier. Irving admite que nunca ha sido amado antes y le dice a Burt que quiere tener una relación con él, pero Burt se niega. Irving sube al tren junto con su perro, Radar, y parte de Kier.
Al caer la noche, Helly permanece en la oficina memorizando las instrucciones para llegar al Salón de Exportaciones, pero Jame la sorprende y le dice que lo engañó. Cobel lleva a Devon y Mark al retiro de partos, donde Mark despierta como su Innie. Devon lo lleva a encontrarse cara a cara con Cobel y le pide que repita lo último que le dijo; Mark dice que fue "Está viva"

## Producción

### Desarrollo
El episodio fue escrito por el creador de la serie Dan Erickson y dirigido por Uta Briesewitz. Esto marcó el sexto crédito como guionista de Erickson y el segundo crédito como director de Briesewitz. 
El episodio lleva el nombre del episodio "The After Hours" de Twilight Zone en el que una mujer llamada Marsha White es dirigida a un noveno piso inexistente de una tienda departamental donde compra un dedal de oro. El diálogo de Cobel en las cabañas de parto hace referencia al episodio. 

### Escritura
Al preguntársele por qué Devon buscaría la ayuda de Cobel, Jen Tullock explicó: "No creo que confíe en ella. Creo que está en un momento de absoluta desesperación. Una de las pocas situaciones en las que estaría dispuesta a trabajar con alguien a quien ahora odia tanto como a Cobel es si un familiar está en peligro, y ahora sabe que Gemma está en peligro".  Añadió: "Hay un momento en el que voy a tocarle el brazo y se tensa, y recuerdo que se me llenaron los ojos de lágrimas, porque era muy triste pensar: "Este es mi hermano con el que crecí, y en ese momento, no me conoce". Agradecí haber podido ver esos momentos entre ellos y todo lo que sucedió desde esa conversación en la primera temporada". 
Al irse la señorita Huang, Sarah Bock dijo: "Primero, es una niña en el piso separado, lo cual es muy triste. Y ahora la envían a otro lugar gélido, sola, sin padres. Finalmente se estaba acostumbrando al piso separado y ahora se va de nuevo. Creo que es desgarrador".

## Reseñas críticas
"The After Hours" recibió críticas muy positivas de los críticos. Saloni Gajjar, de The AV Club, le dio al episodio una calificación de "B+" y escribió: "Los últimos dos episodios se han desviado de la narrativa principal para centrarse en historias de fondo importantes, así que esta presentación es necesaria para retomar el juego. "The After Hours" cumple dos objetivos importantes para preparar el final de la temporada. Avanza con mucha calma en las historias individuales de Mark (externo) y Helly (interno), que seguramente chocarán de forma significativa, a la vez que concluye, demasiado rápido, en mi opinión, todo lo que ocurre con los personajes restantes".
Alan Sepinwall de Rolling Stone, escribió: "“The After Hours” tiene sus propios problemas de ritmo, sobre todo en cómo la temporada se esfuerza constantemente por guardar lo que Harmony pretenda que hagan los dos Marks hasta el final de la semana que viene. Pero también nos lleva de vuelta a la sede de Lumon, a la planta cercenada y a otro lugar de la ciudad, para darnos la oportunidad de ponernos en contacto con todos los demás antes del final. Y, de paso, es un excelente preludio para lo que Severance tenga planeado a continuación".  Ben Travers, de IndieWire, le dio al episodio una calificación de "B+" y escribió: «Mientras que Irving elige vivir en lugar de arriesgarse a morir para estar con Burt, Dylan elige morir en lugar de arriesgarse a vivir sin su familia. Ahora, sus destinos están ligados a Mark, Helly y Harmony. ¿Sus actos de fe aterrizarán en tierra firme o lo desconocido permanecerá frustrantemente fuera de su alcance? Esperemos que todos, de alguna manera, encuentren el camino a casa». 
Erin Qualey, de Vulture, le dio al episodio una calificación perfecta de 5 estrellas sobre 5 y escribió: "Se ha dicho que Severance juega una partida de ajedrez mientras que muchas otras series de televisión juegan a las damas. Y es totalmente cierto: la serie se involucra en una construcción de mundos intrincada e íntima como pocas otras series de televisión. Y el penúltimo episodio de la segunda temporada casi se desarrolla como una partida de ajedrez real, moviendo hábilmente las piezas del tablero para preparar un enfrentamiento final épico".  Sean T. Collins, de Decider, escribió: "El penúltimo episodio de esta semana de la segunda temporada realmente te hace darte cuenta de cuánto no has aprendido sobre lo que realmente está sucediendo, cuánto no has visto interactuar al elenco principal y cuánto no se parece a la primera temporada que llevó a la audiencia de la serie más comentada de Apple TV+ al baile". 
Brady Langman de Esquire escribió: "Después de que los episodios 7 y 8 dedicaran tanto tiempo a Gemma y Cobel, respectivamente, "The After Hours" da la sensación de estar empollando para el examen que supone el final de la segunda temporada. En unos desenfadados 47 minutos, Severance acelera el cierre de Burt e Irving, la colaboración entre Outie Mark y Cobel, el desmoronamiento de Outie e Innie Dylan, y mucho más. Entiendo que todo esto es para lo que, según se informa, es un final descomunal, pero da la sensación de que muchos rompecabezas encajan en su lugar en muy poco tiempo". Erik Kain de Forbes escribió: "Este fue un episodio realmente fuerte y me alegra que volvamos al reparto principal y a Lumon, y que volvamos a la normalidad después de dos semanas de historias secundarias".
Jeff Ewing de Collider, escribió: "El episodio 9 de Severance es emocionante y desgarrador a la vez. Muestra que Lumon está perdiendo el control (irónicamente, al borde de su evidente éxito). Parece que han perdido a Helly por completo, y al menos la lealtad de Burt en lo que respecta a Irving".  Breeze Riley, de Telltale TV, le dio al episodio una calificación perfecta de 5 estrellas sobre 5 y escribió: "Después de ralentizar la trama con los episodios independientes de Gemma y Cobel, Severance usa su penúltimo episodio para acelerarnos hacia el final. Es algo bueno para los fans que esperaban que sucediera algo, pero puede que te haga cuestionar aún más por qué los dos últimos episodios ignoraron a la mayoría de estos personajes".

### Reconocimientos
TVLine nombró a Zach Cherry y Merritt Wever como menciones honoríficas para el "Artista de la semana" de la semana del 15 de marzo de 2025, por sus actuaciones en el episodio. El sitio web escribió: "¿La relación de Dylan y Gretchen en Severance? Bueno, es complicada. Zach Cherry, quien suele aportar los chistes cómicos en Lumon, reveló esta semana un lado desgarradoramente vulnerable de Dylan al rogarle a Gretchen que le diera una oportunidad, incluso proponiéndole matrimonio con un anillo hecho con material de oficina. Y Merritt Wever nos mostró con habilidad lo confundida y desgarrada que estaba Gretchen cuando Dylan le propuso matrimonio, conteniendo las lágrimas al tiempo que reconocía que ese era el tipo de devoción que deseaba recibir de su esposo. Gretchen finalmente se marchó, pero la desafortunada historia de amor que Cherry y Wever han creado esta temporada permanecerá con nosotros durante mucho tiempo".